# Yu-Gi-Oh! le film : La Pyramide de Lumière
 (août 2025).
 (août 2025).
Pour plus de détails, voir Fiche technique et Distribution.
Yu-Gi-Oh! le film : La Pyramide de Lumière ou Yu-Gi-Oh!, le film au Québec (Yu-Gi-Oh! The Movie: Pyramid of Light) est un film d'animation américano-japonais de Hatsuki Tsuji, sorti en 2004.

## Synopsis
Il y a cinq mille ans, un pharaon courageux a vaincu Anubis après sa tentative de détruire le monde en utilisant les jeux des ombres interdits. 
De nos jours, une équipe d'archéologues découvre le tombeau d'Anubis ainsi qu'une pyramide de Lumière en verre. Yugi assemble le puzzle du millénium en même temps, provoquant le réveil d'Anubis.
Peu de temps après la finale de Batlle City, Yûgi est devenu célèbre en raison de son obtention de titre de champion international de duel de monstres ainsi que des trois cartes des Dieux égyptiens. Yami Yugi affronte Kaiba persuadé d'avoir trouvé une stratégie pour battre les Dieux égyptiens. Ce qui se révèlera être un échec. Le soir même, Anubis se rend chez Pégasus, créateur du Duel de monstres et insère une mystérieuse carte dans son jeu, tandis que Pégasus voit en cauchemar la pyramide de Lumière d'Anubis détruire les Dieux égyptiens.
Kaiba se rend chez Pégasus, persuadé que celui-ci a créé une carte permettant de contrer les pouvoirs des Dieux. Kaiba et Pegasus se battent en duel (Pégasus met en jeu la carte que veut Kaiba tandis que ce dernier met en jeu ses Dragons blancs aux yeux bleus).Kaiba gagne et annonce à Pegasus qu'il a en réalité crée deux cartes. Pegasus rétorque qu'il n'en a pourtant créé qu'une seule mais Kaiba s'en va.
Dans le même temps, Yûgi et Téa sont au musée, là où le corps d'Anubis et la pyramide de Lumière sont montrés, rencontrant le grand-père de Yugi qui lit une histoire racontant qu'il est possible de prévenir la destruction du monde en aveuglant l’œil de Clairvoyance. L'esprit d'Anubis attaque le groupe et Yûgi a une vision lui montrant Anubis le manipuler, lui et Kaiba, dans un match à mort du Jeu de l'Ombre. En se réveillant, il s'aperçoit de la disparition d'Anubis et de la pyramide de Lumière. Le frère de Kaiba, Mokuba, arrive, et dans la poursuite, Yugi est emmené au Dôme de Duel de Kaiba, avec ses amis, Joey Wheeler et Tristan Taylor. 
Par ignorance et arrogance, Kaiba force Yami Yugi à l'affronter lors d'un duel, inconscient qu'Anubis le manipule afin d'utiliser l'une de ses deux nouvelles cartes, la pyramide de Lumière, qui permet de recouvrir le dôme dans une réplique énorme de la vraie pyramide, afin de détruire les cartes Divines. Yugi, Joey et Tristan sont aspirés dans la pyramide pendant que Mokuba s'enfuit du bâtiment en plein effondrement.
Yugi, Joey et Tristan se réveillent dans le Puzzle du millénium, découvrant le tombeau d'Anubis à l'intérieur. Anubis annonce que ses monstres vont détruire le monde moderne. Yami Yugi et Kaiba continuent leur duel, chaque coup donné durant la partie drainant leur énergie physique. Pour ne rien arranger, Kaiba réussit à éliminer la moitié du Deck de Yami Yugi grâce au virus destructeur de Deck, le laissant avec à peine quelques cartes ainsi que Pepin le clown noir qui attaque Yugi mais protège efficacement Kaiba des attaques de Yugi avec sa Valkyrie magicienne . 
Alors que Yami reprend l'avantage grâce à son Sorcier de magie noir qui détruit le virus destructeur de Deck et anéantit l'ultime Dragon blanc au yeux bleus ainsi que Pépin le clown noir, Kaiba utilise sa seconde nouvelle carte, le Dragon rayonnant aux yeux bleus, pour détruire le dernier monstre de Yami Yugi et baisser ses Life Points à 200. Téa, Salomon, et Mokuba s'échappent du Dôme s'effondrant, à bords de  l'hélicoptère de Pegasus, ce dernier ayant comprit ce qu'il se passait. L'âme de Téa est envoyée à l'intérieur du Puzzle du millénium afin d'aider Yugi, Joey et Tristan. Yugi trouve la dague de la Destinée dans le tombeau d'Anubis, et l'utilise pour détruire l’Œil de clairvoyance dans le tombeau, selon la prophétie.
Anubis se matérialise derrière Kaiba, ce dernier essayant de changer l'issue du match, le rejetant et prenant les commandes du duel. Yami Yugi de nouveau aux côtés de Yugi, détruit la Pyramide de Lumière avec Le Dragon rayonnant aux yeux bleus et utilise la stratégie de Kaiba afin d'invoquer les cartes divines pour terminer le duel en détruisant Anubis. Cependant, Anubis a révélé sa vraie forme : la Fin d'Anubis. Ceci s'avère amener à la destruction d'Anubis quand Yugi et Yami Yugi invoquent le Dragon rayonnant aux yeux bleus afin de sceller Anubis. Kaiba part en promettant à Yugi de le battre un jour. Yugi remercie Yami ainsi que ses amis pour leur aide et leur amitié.

## Fiche technique
- Titre original : Yu-Gi-Oh! The Movie: Pyramid of Light
- Titre français : Yu-Gi-Oh! le film : La Pyramide de Lumière
- Titre québécois : Yu-Gi-Oh! le film
- Réalisation : Hatsuki Tsuji
- Scénario : Michael Pecerlello, d'après le manga Yu-Gi-Oh! de Kazuki Takahashi
- Société de production : Warner Bros.
- Genre : Animation
- Durée : 86 minutes
- Dates de sortie : 2004

## Distribution

### Voix américaines
- John Campbell : Tristan Taylor
- Amy Birnbaum : Téa Gardner
- Maddie Blaustein : Salomon Muto
- Tara Jayne : Mokuba Kaiba
- Eric Stuart : Seto Kaiba
- Wayne Grayson : Joey Wheeler
- Darren Dunstan : Pegasus J. Crawford
- Dan Green et Shunsuke Kazama : Yugi Muto / Atem (Yami Yugi)
- Scottie Ray : Anubis

### Voix japonaises
- Hidehiro Kikuchi : Hiroto Honda (Tristan Taylor)
- Maki Saitou : Anzu Masaki (Téa Gardner)
- Tadashi Miyazawa : Sugoroku Muto (Salomon Muto)
- Junko Takeuchi : Mokuba Kaiba
- Kenjirô Tsuda : Seto Kaiba
- Hiroki Takahashi : Katsuya Jono-Uchi (Joey Wheeler)
- Jirou Jay Takasugi : Pegasus J. Crawford
- Kōji Ishii : Anubis

### Voix belges[1]
- David Manet : Tristan Taylor / commentateur télé
- Marie Van R : Téa Gardner / Makuba Kaiba
- Arnaud Léonard : Salomon Muto / Maximilien Pegasus
- Nessym Guetat : Seto Kaiba
- Bruno Mullenaerts : Joey Wheeler
- Laurent Sao : Yugi Muto / Atem (Yami Yugi)
- Jean-Paul Dermont : Anubis
- Benoît Grimmiaux :  le narrateur

### Voix québécoises[2]
- Jean-François Beaupré : Tristan Taylor
- Violette Chauveau : Téa Gardner
- Sébastien Reding : Yugi Muto
- Charles Miquelon : Mokuba Kaiba
- Patrice Dubois : Seto Kaiba
- Nicolas Bacon : Joey Wheeler
- Joël Legendre : Maximillion Pegasus
- Daniel Picard : Atem (Yami Yugi)
- Jean-Luc Montminy : Anubis
- Marc-André Bélanger : le narrateur

## Autour du film
- Le film reçu de très mauvaises critiques lors de sa sortie, dû à l'absence de fidélité à l'œuvre original et à la qualité de l'animation. Avec Cendrillon et le Prince (pas trop) charmant, c'est l'un des films d'animations les plus mal notés sur Rotten Tomatoes, avec 5 % de critiques positives.
- L'histoire du film se déroule après le tournoi de Battle City, vue que Yugi possède les 3 cartes de Dieux égyptiens et avant que Yugi et ses amis partent pour l'Égypte Antique afin d'aider le Pharaon (Atem / Yami Yugi) à retrouver la mémoire mais on ignore si les événements du film se passe avant ou après ceux de la bataille contre Dartz.